# Deborah Lavin
Deborah Margaret Lavin, FRSA (22 de septiembre de 1939) es una historiadora y académica sudafricana, residente en el Reino Unido en la mayoría de su carrera.

## Biografía
Nació en 1939. Asistió al Rhodes Universidad, Sudáfrica y Lady Margaret Hall, Oxford, graduándose en 1961.

## Carrera académica
Fue conferencista en la Universidad de Witwatersrand así como en la Queen University Belfast y fue asociada senior del St Anthony College, Oxford. En 1980 se reubicó en Durham donde fue codirectora del Instituto de Estudios de Cambio y conferenciante en el Departamento de Historia Moderna, así como principal de Trevelyan University de 1979 a 1995. Fue presidenta del Howlands Trust y de 1995 a 1997 principal electa de la Universidad nueva a desarrollarse en el Howlands Farm, lo que finalmente devino como Josephine Butler Universidad.